# Mario Giro
Mario Giro (né le 29 juillet 1958 à Rome) est un syndicaliste italien, qui est depuis 1990 le médiateur pour la Paix avec la communauté Sant'Egidio et vice-ministre des Affaires étrangères et de la Coopération internationale de 2016 à 2018 dans le gouvernement Gentiloni.
Il a été sous-secrétaire d'État aux Affaires étrangères de 2013 à 2016.

## Biographie
Syndicaliste de centre gauche, Mario Giro est le responsable des relations internationales de la communauté Sant'Egidio.
Il mène des actions de médiation notamment au Mozambique, en Algérie, au Burundi, au Kosovo, au Liberia, en Guinée, au Niger, au Togo, en Côte d'Ivoire, au Congo, au Sri Lanka, à Madagascar, en Colombie, en Ouganda,,.
Mario Giro a reçu, le 5 novembre 2010, le prix pour la prévention des conflits de la Fondation Chirac,,,, décernée par la Fondation Chirac, une fondation lancée en 2008 par l'ancien chef de l'État Français Jacques Chirac pour œuvrer en faveur de la Paix.
Membre des Populaires pour l'Italie, il fait partie du gouvernement Renzi en février 2014.

## Sources
- « Religions, dialogue, patience, paix », dans Le Monde, 8 septembre 2004.
- « Les diplomates éclairés de Sant'Edigio », dans Le Monde, 2 juillet 2000.
- « Des colombes romaines au secours de l'Algérie », dans Le Monde, 27 juin 1997.